# Хамитов, Ракип Хатипович
Ракип Хатипович Хамитов — четырехкратный абсолютный чемпион России, заслуженный мастер спорта Республики Татарстан по национальной борьбе, восемнадцатикратный абсолютный батыр Сабантуя город Набережные Челны, пятикратный абсолютный чемпион Республики Татарстан. Прозвище «Копченый».

## Биография
Наставником Ракипа Хамитова в спорте был Фриль Мирзанурович Ахметов. В своем интервью для литературного журнала «Мәйдан» спортсмен Ракип Хамитов сообщил, что считает Фриля Ахметова своим наставников и тренером. Спортсмен отзывался о бывшем наставнике как о том человеке, который помог выбрать в жизни правильное направление. Ракип Хамитов на занимался в спортивной секции, которая была создана Фрилем Ахметовым на базе домостроительного комбината, и в которой Фриль Ахметов самостоятельно тренировал подрастающих спортсменов. Фриля Ахметова и Ракипа Хамитова связывают дружеские отношения.
В 1994 году выиграл автомобиль Volvo 850, стоимость которого была оценена в 33 тысячи долларов. Затем он выиграл еще 6 автомобилей, продал их, и на полученную сумму денег построил дом. 8 лет участия в национальной борьбе куреш, соревнования по которой организовывались на празднике Сабантуй, смогли принести батыру Ракипу Хамитову призы в размере 35 автомобилей и 35 баранов.

## Семья
Племянник, спортсмен Эльдар Хамитов — абсолютный батыр Сабантуя в 2015 и 2016 годах.